# Quá cảnh thiên thể

Đồ họa mô phỏng vệ tinh Io đang đi qua phía trước Sao Mộc khi nhìn thấy từ Trái Đất vào tháng 2 năm 2009. Bóng của Io có thể nhìn thấy đang được đổ bóng lên bề mặt Sao Mộc. Quan sát này cũng cho thấy rằng Mặt Trời và Trái Đất vào lúc đó không nằm cùng một đường thẳng.

Trong thiên văn học, sự đi qua của thiên thể là hiện tượng xảy ra khi ít nhất một thiên thể chuyển động qua trước mặt một thiên thể khác trên bầu trời, che một phần nhỏ của thiên thể phía sau.

## Định nghĩa
Từ transit dùng để chỉ hiện tượng một thiên thể ở gần hơn và xuất hiện nhỏ hơn di chuyển qua phía trước một thiên thể ở xa hơn. Trường hợp ngược lại khi thiên thể ở gần hơn lại lớn hơn và hoàn toàn che khuất thiên thể ở xa hơn thì được gọi là "sự che khuất" (occultations).
Trường hợp sự quá cảnh có liên quan trực tiếp đến chuyển động của hành tinh xảy ra khi người quan sát đứng trên một hành tinh phía ngoài và nhìn về những hành tinh bên trong của họ. Ví dụ cho trường hợp này là người quan sát từ Trái Đất quan sát được sự đi qua của Sao Thủy và Sao Kim, cũng như người quan sát từ Sao Hỏa sẽ nhìn thấy Trái Đất đi qua Mặt Trời theo cách tương tự.

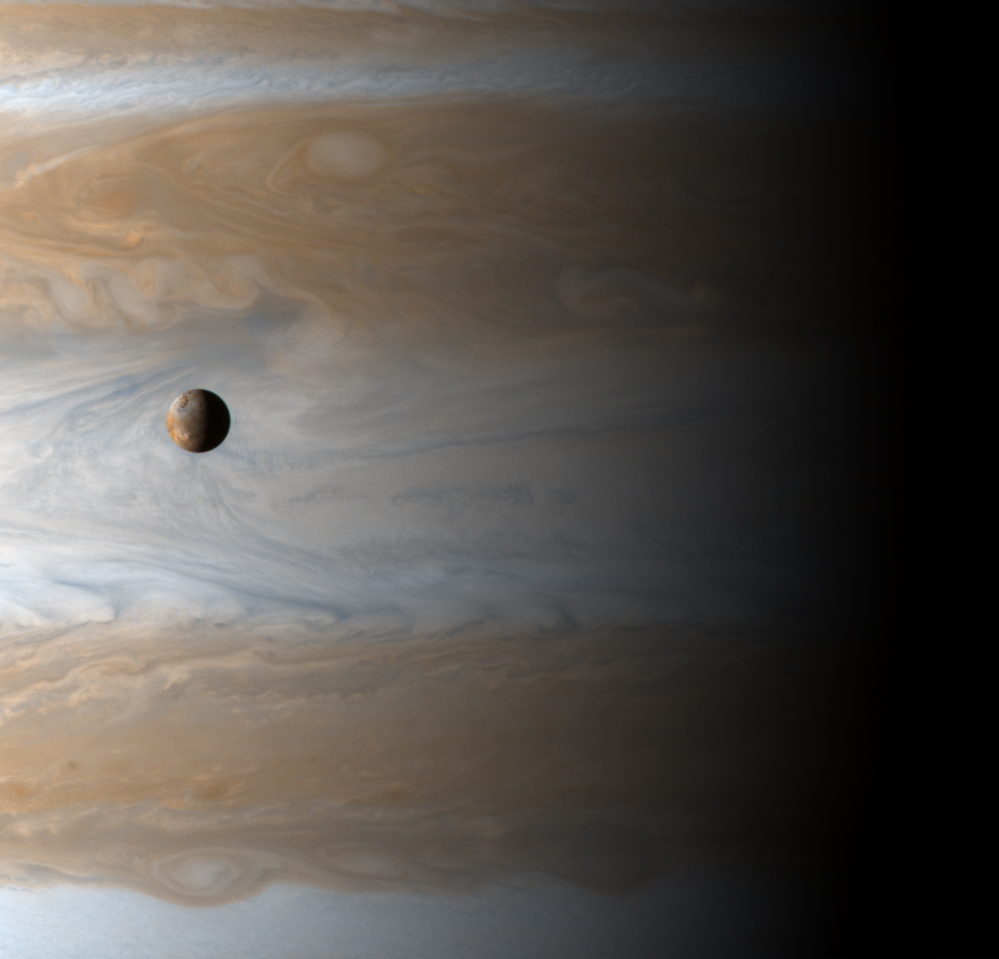
Io đang quá cảnh Sao Mộc năm 2001 và được ghi lại bởi tàu vũ trụ Cassini.

Thuật ngữ này cũng được dùng để mô tả chuyển động của các vệ tinh khi đi qua phía trước hành tinh chủ của nó, ví dụ những vệ tinh nhóm Gallileo (Io, Europa, Ganymede, Callisto) đi qua phía trước Sao Mộc và có thể nhìn thấy được từ Trái Đất.
Sự quá cảnh chỉ diễn ra khi ba thiên thể nằm cùng một đường thẳng. Trường hợp hiếm hơn khi quá cảnh xảy ra có đến bốn thiên thể cùng nằm trên cùng một đường thẳng. Lần gần nhất ghi nhận sự kiện này là vào ngày 27 tháng 6 năm 1586, khi Sao Thủy đi qua Mặt Trời được nhìn thấy từ Sao Kim, và cùng lúc đó từ Sao Thổ cũng nhìn thấy được Sao Thủy và Sao Kim đi qua Mặt Trời.
Trong những năm gần đây, việc khám phá các ngoại hành tinh dần được quan tâm và thúc đẩy phát triển, phương pháp chủ yếu để tìm ra các hành tinh này chính là quan sát sự đi qua của chúng so với ngôi sao chủ. HD 209458b là ngoại hành tinh đầu tiên được phát hiện bằng phương pháp quan sát sự quá cảnh.

## Quá cảnh và che khuất đồng thời
Bài chi tiết: Sự quá cảnh và sự che khuất thiên thể
Trong những trường hợp hiếm gặp hơn, một hành tinh đi qua phía trước một thiên thể khác và được nhìn thấy từ một vị trí quan sát, trong khi đó chính hành tinh đó che khuất một ngôi sao ở xa khác (cũng xảy ra trường hợp che khuất hành tinh nhưng hiếm hơn). Sự kiện này phụ thuộc lớn vào đường kính biểu kiến của thiên thể trên bầu trời.

## Các pha của sự kiện

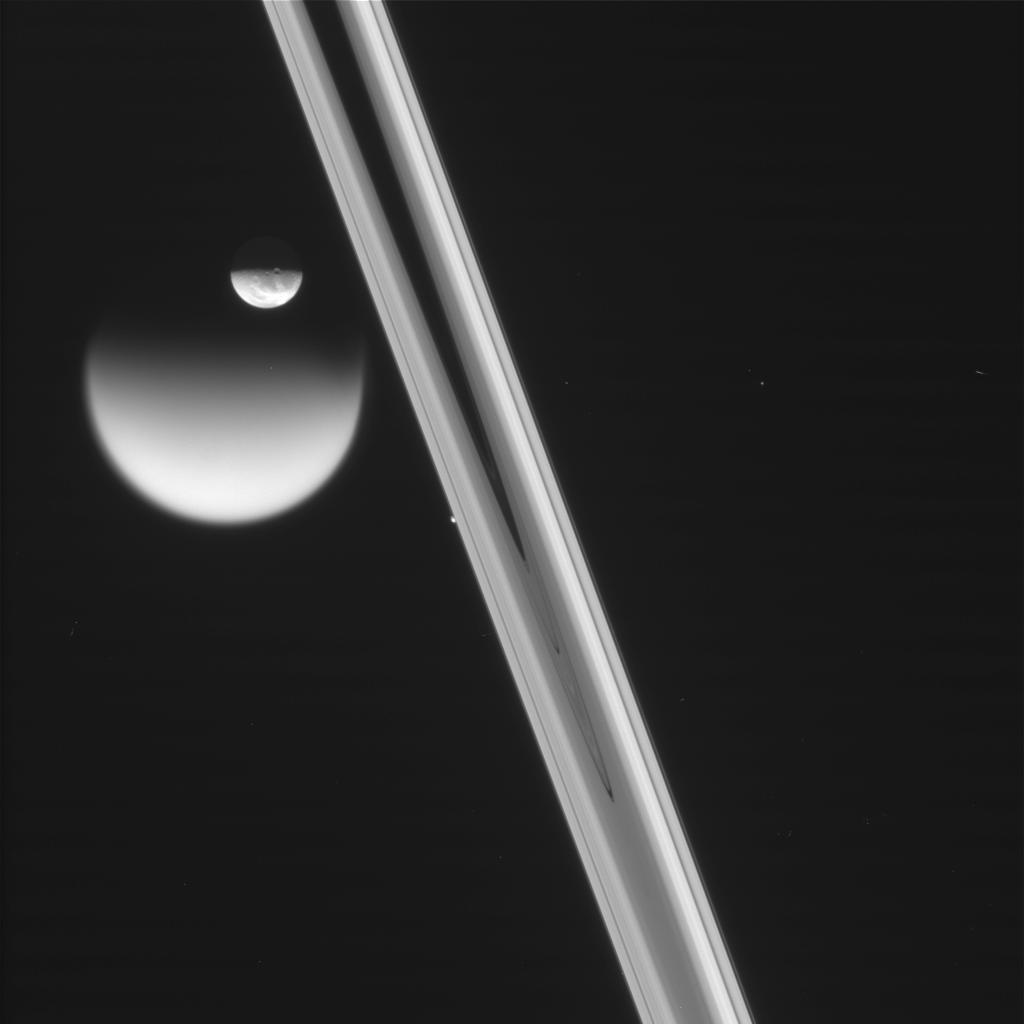
Vệ tinh Dione đi qua Sao Thổ, được nhìn thấy từ tàu Cassini; ở phía sau, vệ tinh nhỏ Prometheus đang bị che khuất bởi vành đai của Sao Thổ.

Quá trình diễn ra sự đi qua của thiên thể bắt đầu từ lúc đĩa của thiên thể nhỏ chạm vào một điểm của đĩa thiên thể lớn rồi kết thúc từ lúc đĩa của thiên thể nhỏ thoát khỏi đĩa của thiên thể lớn, quá trình này chọn ra 4 pha chính. Trong lịch sử, việc đo đạc chính xác thời gian của từng pha góp phần quan trọng trong việc xác định chính xác vị trí của thiên thể.
- Pha thứ nhất: thiên thể nhỏ nằm hoàn toàn ở bên ngoài đĩa thiên thể lớn, đang dần tiến vào (đi vào từ bên ngoài)
- Pha thứ hai: thiên thể nhỏ bước vào đĩa của thiên thể lớn, đang dần tiến sâu vào (đi vào từ bên trong)
- Pha thứ ba: thiên thể nhỏ bước ra đĩa của thiên thể lớn, đang dần tiến ra ngoài (đi ra từ bên trong)
- Pha thứ tư: thiên thể nhỏ nằm hoàn toàn ở bên ngoài đĩa thiên thể lớn, đang dần tiến ra xa (đi ra từ bên ngoài)[1]

Ngoài ra, một số nhà quan sát còn ghi nhận pha thứ năm, là lúc thiên thể nhỏ nằm chính giữa đường đi của mình qua thiên thể lớn, hay gọi là cực đại quá cảnh.

## Những quan sát đáng chú ý
Chưa có sứ mệnh thám hiểm không gian nào được lên kế hoạch để quan sát Trái Đất quá cảnh. Lần quan sát được Trái Đất đi qua Mặt Trời từ Sao Hỏa gần đây là vào ngày 11 tháng 5 năm 1984, nhưng rất tiếc sứ mệnh Viking đã chấm dứt từ một năm trước đó. Cơ hội tiếp theo để quan sát sự kiện tương tự là vào năm 2084.
Vào ngày 21 tháng 12 năm 2012, tàu vũ trụ Cassini–Huygens khi đang chuyển động quanh quỹ đạo của Sao Thổ đã quan sát được Sao Kim đi qua Mặt Trời.

Sao Thủy đi qua Mặt Trời nhìn từ Sao Hỏa bởi tàu Curiosity vào ngày 3 tháng 6 năm 2014.

Vào ngày 3 tháng 6 năm 2014, tàu thăm dò Curiosity ở Sao Hỏa đã quan sát được Sao Thủy đi qua Mặt Trời, đánh dấu lần đầu tiên hiện tượng quá cảnh thiên thể được quan sát từ một thiên thể bên ngoài Trái Đất.